# ويليان جوزيه
ويليان جوزيه دا سيلفا (بالبرتغالية: Willian José‏)؛ مواليد 23 نوفمبر 1991 في البرازيل) المعروف باسم ويليان جوزيه، هو لاعب كرة قدم برازيلي يلعب مع ريال بيتيس الإسباني كمهاجم. مثّل منتخب البرازيل تحت 20 سنة لكرة القدم. بدأ ويليان جوزيه مسيرته الرياضية عام 2009.

## روابط خارجية
- ويليان جوزيه على موقع الاتحاد الدولي (مؤرشف)  (الإنجليزية)
- ويليان جوزيه على موقع الاتحاد الأوربي (الإنجليزية)
- ويليان جوزيه على موقع قاعدة بيانات كرة القدم.إي يو (الإنجليزية)
- ويليان جوزيه على موقع Soccerbase.com (لاعب) (الإنجليزية)
- ويليان جوزيه على موقع Soccerway.com (الإنجليزية)
- ويليان جوزيه على موقع عالم كرة القدم.نت (الإنجليزية)
- ويليان جوزيه على موقع AS.com (الإسبانية)